# Samuele Zoccarato
Samuele Zoccarato (ur. 9 stycznia 1998 w Camposampiero) – włoski kolarz szosowy.

## Osiągnięcia
Opracowano na podstawie:
2018
- 1. miejsce w Ruota d'Oro

2019
- 1. miejsce w klasyfikacji górskiej Tour du Jura

2021
- 3. miejsce w mistrzostwach Włoch (start wspólny)

2023
- 1. miejsce w klasyfikacji górskiej Volta a la Comunitat Valenciana
- 1. miejsce w klasyfikacji górskiej Dirka po Sloveniji

## Rankingi
| Rok             | 2018  | 2019  | 2020  | 2021 | 2022 | 2023 | 2024  |
| --------------- | ----- | ----- | ----- | ---- | ---- | ---- | ----- |
| World Ranking   | 1211. | 2098. | 1982. | 649. | 919. | 940. | 1435. |
| UCI Europe Tour | 748.  | 1372. | 1446. | 519. | 675. | -    | -     |
|                 |       |       |       |      |      |      |       |
| Źródło: UCI     |       |       |       |      |      |      |       |